# Álvaro Martínez Aginaga
Álvaro Martínez Aginaga (n. Ayegui, Navarra, España el 9 de febrero de 1979) es un exfutbolista español que se desempeñaba en la demarcación de lateral derecho. Jugó cerca de 300 partidos en Segunda B. 
Es hermano del futbolista internacional Javi Martínez.

## Trayectoria
Álvaro se incorporó a los juveniles del Athletic Club en el año 1995 procedente de la cantera del CD Izarra. En 1997 promocionó al CD Basconia, que se estrenaba esa misma temporada como filial del conjunto rojiblanco. Tras una buena temporada en el segundo filial bilbaíno, ascendió al Bilbao Athletic. En el equipo filial pasó tres temporadas, aunque solo en la primera de ellas fue titular. Por ello, al acabar la temporada 2000-01, el club decidió no renovar su contrato después de haber disputado 75 encuentros.
En 2001 fichó a Alicante C.F. donde jugó más de sesenta partidos hasta que, a principios de 2004, se fue cedido al CD Recreación de La Rioja (futuro Logroñés CF), donde solo disputó un encuentro de Segunda B. En la siguiente temporada jugó en el CD River Ega y el C.F. Vilanova , ambos equipos de Tercera División.
En 2005 fichó por la U.E. Figueres, donde permaneció una temporada siendo un fijo en el once inicial. A finales de julio de 2006, poco después del fichaje de Javi Martínez por el Athletic Club, firmó por el cuadro vizcaíno del Sestao River. La razón de este fichaje estuvo motivada por la corta edad de su hermano, que aún no había cumplido los 18 años. Ambos jugadores podrían vivir juntos y así, Álvaro, podría acompañarle en su primera experiencia fuera de casa.
Su buen rendimiento en el cuadro verdinegro le llevó a fichar por la SD Eibar de la Segunda División en 2008. Con el cuadro armero jugó diecisiete partidos en Segunda, que acabó perdiendo la categoría. Su último equipo fue el Barakaldo CF, en el que permaneció entre 2009 y 2011.

## Clubes
| Club                      | País   | Temporada   |
| ------------------------- | ------ | ----------- |
| CD Basconia               | España | 1997 - 1998 |
| Bilbao Athletic           | España | 1998 - 2001 |
| Alicante CF               | España | 2001 - 2003 |
| CD Recreación de la Rioja | España | 2004        |
| CD River Ega              | España | 2004        |
| CF Vilanova i la Geltrú   | España | 2005        |
| UE Figueres               | España | 2005 - 2006 |
| Sestao River              | España | 2006 - 2008 |
| SD Eibar                  | España | 2008 - 2009 |
| Barakaldo CF              | España | 2009 - 2011 |